# San Pietro (Simone Martini)
San Pietro è un dipinto del pittore Simone Martini realizzato nel 1326 e conservato nel Museo Thyssen-Bornemisza di Madrid in Spagna.